# Paul Labbé (architecte)
 (juillet 2024).
 (juillet 2024).
 (juillet 2024).
La mise en forme du texte ne suit pas les recommandations de Wikipédia : il faut le « wikifier ».
Les points d'amélioration suivants sont les cas les plus fréquents :
- Les titres sont pré-formatés par le logiciel. Ils ne sont ni en capitales, ni en gras.
- Le texte ne doit pas être écrit en capitales (les noms de famille non plus), ni en gras, ni en italique, ni en « petit »…
- Le gras n'est utilisé que pour surligner le titre de l'article dans l'introduction, une seule fois.
- L'italique est rarement utilisé : mots en langue étrangère, titres d'œuvres, noms de bateaux, etc.
- Les citations ne sont pas en italique mais en corps de texte normal. Elles sont entourées par des guillemets français : « et ».
- Les listes à puces sont à éviter, des paragraphes rédigés étant largement préférés. Les tableaux sont à réserver à la présentation de données structurées (résultats, etc.).
- Les appels de note de bas de page (petits chiffres en exposant, introduits par l'outil «  Source ») sont à placer entre la fin de phrase et le point final[comme ça].
- Les liens internes (vers d'autres articles de Wikipédia) sont à choisir avec parcimonie. Créez des liens vers des articles approfondissant le sujet. Les termes génériques sans rapport avec le sujet sont à éviter, ainsi que les répétitions de liens vers un même terme.
- Les liens externes sont à placer uniquement dans une section « Liens externes », à la fin de l'article. Ces liens sont à choisir avec parcimonie suivant les règles définies. Si un lien sert de source à l'article, son insertion dans le texte est à faire par les notes de bas de page.
- La présentation des références doit suivre les conventions bibliographiques. Il est recommandé d'utiliser les modèles {{Ouvrage}}, {{Chapitre}}, {{Article}}, {{Lien web}} et/ou {{Bibliographie}}. Le mode d'édition visuel peut mettre en forme automatiquement les références.
- Insérer une infobox (cadre d'informations à droite) n'est pas obligatoire pour parachever la mise en page.

Pour une aide détaillée, merci de consulter Aide:Wikification.
Si vous pensez que ces points ont été résolus, vous pouvez retirer ce bandeau et améliorer la mise en forme d'un autre article.
Pour les articles homonymes, voir Paul Labbé et Labbé.
Paul Labbé (Cannes, 31 octobre 1892 - Nice, 14 octobre 1974) est un architecte français. Il est le père de l'architecte Jean-Pierre Labbé (1924 - 2009).

## Biographie
Il fait sa scolarité à l’Institut Stanislas de Cannes, puis commence ses études à l’École nationale des arts décoratifs de Nice à l’âge de seize ans. Il entre à l’École nationale supérieure des Beaux-Arts de Paris en 1911 sous le matricule 6679. Il est l'élève des architectes Gaston Redon et Albert Tournaire. 
Pendant la Première Guerre mondiale, il est fait prisonnier lors de la bataille de Vassincourt. Il reste en captivité à Hammelburg, dans le nord de la Bavière, du 9 septembre 1914 au 13 décembre 1918. En 1915, il conçoit un monument aux morts, élevé dans le cimetière dit « des Français » en 1916, pour ses camarades morts en captivité. 
Il est mis en congé de l’armée le 29 août 1919. Il reprend ses études d’architecture à l’École nationale supérieure des Beaux-Arts de Paris en février 1920. 
En 1922, il obtient le Premier second grand prix de Rome d’architecture sur un projet de Grande école militaire de perfectionnement,. Pendant ses études, il travaille dans l’agence créée par Léon Azéma, Jacques Hardy et Max Edrei et remporte avec eux le 1er prix du concours pour la construction de l’ossuaire de Douaumont. Il remporte également avec l’agence le concours du Palais de Justice du Caire, travaille sur le nouveau collège des Frères des écoles chrétiennes, ainsi que sur des immeubles et des villas de luxe à Alexandrie et au Caire. 
En 1926, il obtient le diplôme d’État d’architecte avec comme sujet : "Une villa au Caire".
Il s’installe à Nice en 1928 et s’associe à un ingénieur, Gaston Nénot, diplômé de l’École centrale des arts et manufactures. Ils réalisent ensemble les plans d’un grand immeuble Art déco, Le Palladium, livré en 1930. Situé à l’angle du boulevard Tzarewitch et du boulevard Gambetta, ce bâtiment de plus de 150 logements conçu comme un assemblage harmonieux de villas,  obtient en 2015 le label « Patrimoine du XXe siècle » du ministère de la Culture.
Les deux associés construisent d’autres immeubles et villas Art déco, tels que les Terrasses fleuries à Toulon et l’Observatoire Palace à Monaco.
En 1936, Paul Labbé gagne en collaboration avec messieurs Aubour, Barbier-Bouvet, Bertrand-Arnoux et Crovetto le premier prix et l’exécution du Pavillon de la Côte d’Azur à l’Exposition universelle de 1937 à Paris. 
En 1938-1939, il réalise des études d’urbanisme pour l’aménagement du département des Alpes-Maritimes, sur le secteur Cannes-Antibes, sous la direction de monsieur Henri Prost. Dans ce plan, il prévoit l’autoroute de l’intérieur, dont il établit le tracé.
Il est l’architecte de l’église Notre-Dame des Neiges à Valberg, station de ski au cœur du Parc naturel du Mercantour.
Quand la Seconde Guerre mondiale éclate, il est mobilisé, le 25 août 1939, au 75e Bataillon alpin de forteresse. Il part aux armées le 21 septembre et est nommé au grade de caporal le 1er mai 1940, mais est renvoyé chez lui à Nice le 11 mai 1940. 
Il est nommé urbaniste en chef du département des Alpes-Maritimes en 1942. 
Inspecteur départemental de l’urbanisme et architecte en chef de la reconstruction de 1945 à 1957, il dirige après la Libération la reconstruction de St-Laurent-du-Var, du Cros-de-Cagnes, de Sospel, de Castillon, et du quartier de La Californie à Nice. Il reconstruit le phare du cap Ferrat et celui de la Garoupe à Antibes. Il participe également aux plans de la première aérogare de Nice.
Il prend sa retraite du ministère de la Reconstruction et de l’Urbanisme en 1957.

## Récompenses et distinctions

### Prix
- 1920 : Mention au Prix Achille Leclère
- 1921 : Grande médaille d’argent de la Société centrale des architectes (Fondation Destors) ; rappels de médaille en 1922 et 1923
- 1922 : Premier second grand prix de Rome
- 1925 : Grande médaille de bronze au Salon des artistes français

### Décoration
- 1951 : chevalier de la Légion d’Honneur pour ses services en tant qu’architecte de la reconstruction dans le département des Alpes-Maritimes

## Hommages
En 2024 :
- Restauration par le  Landkreis de Bad Kissingen du monument aux morts français datant de 1916 conçu par Paul Labbé ;
- Mise en place par le Délégué du Souvenir Francais pour la Baviere (www.le-souvenir-francais.de) avec le soutien du Landesverband Bayern des Volksbunds Deutsche Kriegsgräberfürsorge (www.volksbund.de) de panneaux commémoratifs donnant des informations sur cette nécropole militaire, sur le sort des prisonniers français des Première et Seconde guerres mondiales dans le camp militaire de Hammelburg, ainsi que sur l’architecte Paul Labbé qui l'a conçu avec l’aide de trois autres compatriotes prisonniers.